# Ceranisus loomansi
Ceranisus loomansi is een vliesvleugelig insect uit de familie Eulophidae. De wetenschappelijke naam is voor het eerst geldig gepubliceerd in 1995 door Triapitsyn & Headrick.